# Maianista
Maianista és qui s'especialitza en l'estudi de les llengües maies o la cultura maia. Per a l'estudi de la civilització maia, s'han requerit especialistes de diverses disciplines, entre elles l'arqueologia, epigrafia, etnologia, lingüística, història, arquitectura, i astronomia.

## La conquesta
Quan els conqueridors espanyols van arribar a la regió que habitaven els maies, la cultura es trobava en decadència, les grans ciutats havien estat abandonades, i les tribus es trobaven rivalitzant entre si. En la península de Yucatán s'havia desintegrat la Lliga de Mayapán i l'àrea s'havia dividit en 16 jurisdiccions o kuchkabals. Durant un període de 20 anys, Francisco de Montejo, Francisco de Montejo i León "el Mozo" i Francisco de Montejo, el Nebot es van donar a la tasca de conquistar l'àrea nord dels maies, finalitzant en 1547. A l'àrea del Petén Itzá, els itzá i els couohes (també ko'wojes), van ser conquistats per Martín de Ursúa 150 anys després, en 1697.

## Destrucció de còdexs pel bisbe Landa

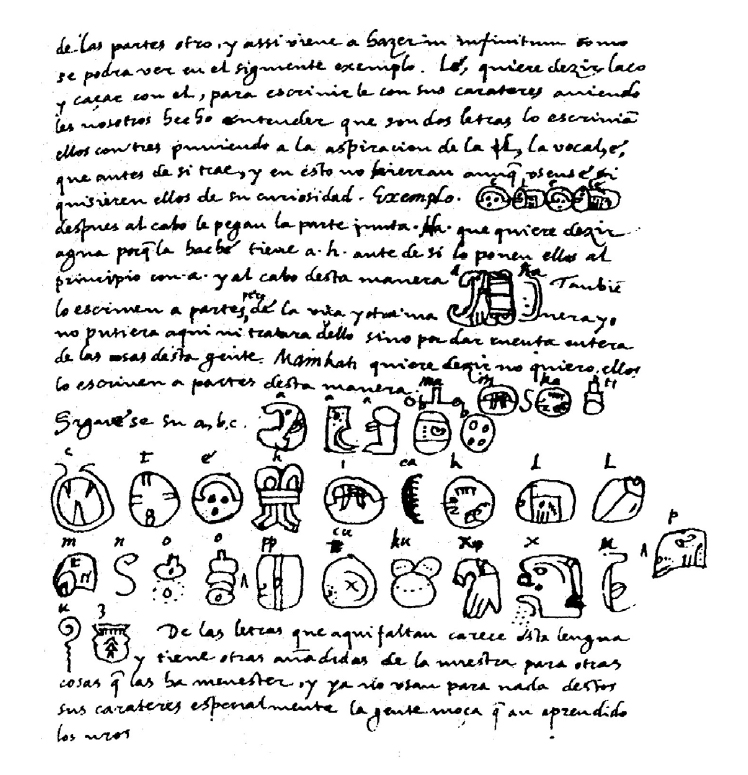
"Manuscrits de Diego de Landa".

Hi ha molt poca evidència escrita en paper amate referent a la civilització maia. Diego de Landa, bisbe de Yucatán va dur a terme el 12 de juliol de 1562 un acte de fe a Maní, que va consistir a incinerar entre altres coses, gairebé la totalitat dels còdexs maies, per considerar-se material diabòlic i contrari a la religió catòlica. Els pocs registres i tradicions van ser recollits per ell mateix, Landa va escriure els manuscrits coneguts com a Relación de las cosas de Yucatán, en els quals breument va descriure la religió i escriptura maia en 1566.
En el segle xvii el franciscà Diego López de Cogolludo va revisar els manuscrits de Landa i va escriure el llibre "Historia de Yucatán", després de 23 anys després de la seva mort el dominic Alonso Sandín va revisar el llibre i el va publicar en 1688, no obstant això no va transcendir ni va tenir gran difusió. L'obra de Cogolludo es va reimprimir en 1842 i 1867.
D'altra banda, els manuscrits originals de Landa, havien estat arxivats, quedant en l'oblit per gairebé 200 anys, fins que en 1862 l'abat Charles Étienne Brasseur de Bourbourg els va descobrir en la Reial Acadèmia de la Història a Madrid. El material va reforçar l'obra de Cogolludo i ha estat peça fonamental per a la comprensió de la cultura maia.

## Els primers maianistes

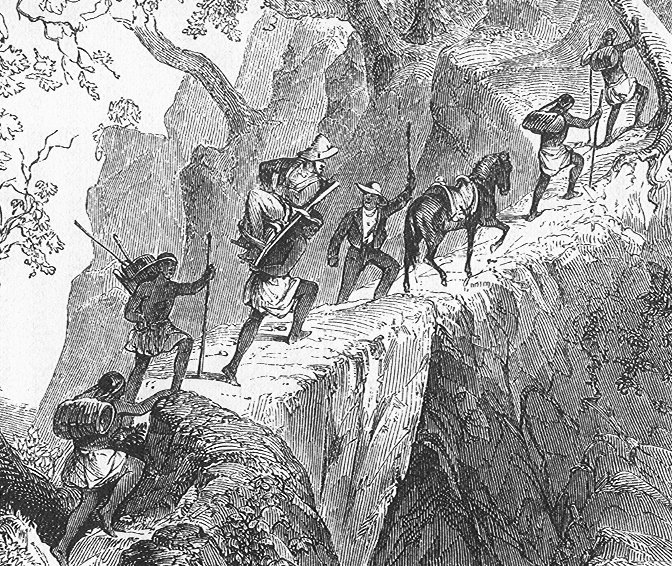
Litografia del llibre Incidents of Travel in Central America, Chiapas, and Yucatan realitzada per Frederick Catherwood company de viatge de Stephens.

Durant l'existència de la Nova Espanya no va haver-hi cap interès en l'estudi de la civilització maia, després de la Independència de Mèxic en el segle xix la situació social tampoc va permetre els avanços en la matèria. Fins i tot Yucatán es va independitzar de la República Mexicana dues vegades, per la qual cosa va existir un ambient bèl·lic en la península de Yucatán que va dificultar l'exploració de la zona.
Amb el transcurs del temps, les cròniques d'Índies escrites en el segle XVI que descrivien grans ciutats, havien estat considerades com a exagerades i fantasioses. Però a la fi del segle xviii, Palenque i altres ciutats van començar a ser conegudes, llavors les exageracions dels cronistes van prendre un altre matís, els erudits van començar a preguntar-se l'origen de la construcció d'aquestes ciutats. En aquesta època es va descartar als indígenes com a possibles constructors, perquè eren considerats com a éssers inferiors i salvatges que durant el segle XVI cobrien els seus cossos amb pells, vivien en barraques, posseïen armes rudimentàries i eren incapaços de qualsevol tipus d'activitat intel·lectual o creadora.
El món científic va debatre les probabilitats que els constructors haguessin estat els fenicis, els egipcis o els jueus. Aquest corrent eurocèntric d'opinió va arribar fins i tot fins a començaments del segle xix, època de Lord Kingsborough (Edward King, Vescomte de Kingsborough), autor de The Antiquites of Mexico, qui va afirmar en la seva obra que els aborígens americans pertanyien a les "Deu Tribus perdudes d'Israel"

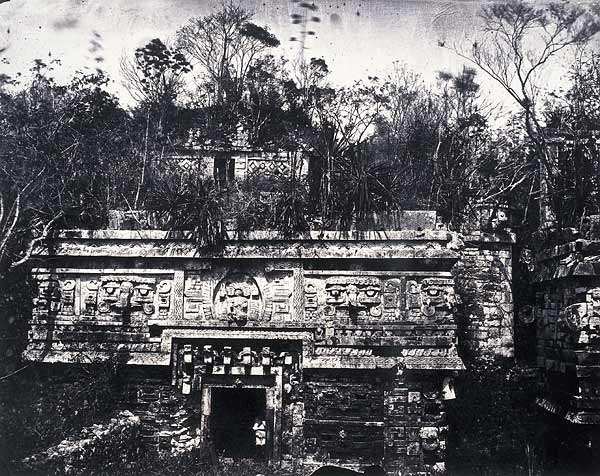
Fotografia del Palau de les monges en la zona sud de Chichén Itzá presa per Désiré Charnay en 1859.

En 1839, John Lloyd Stephens i Frederick Catherwood van visitar la zona arqueològica de l'antiga ciutat de Copán a Amèrica Central, com a primera instància deia Stephens i concloïa que: "Amèrica, diuen els historiadors, va estar habitada per salvatges, però els salvatges mai van llaurar aquestes pedres".., no obstant això després de continuar explorant altres ciutats de la cultura maia, a poc a poc es van ser convencent de la possibilitat que les construccions fossin obra dels nadius locals, en l'obra "Views" de 1844, Catherwood va esmentar: "El senyor Stephens i jo, després d'un examen precís i comparatiu de les restes antigues, concluïm que les ruïnes NO són d'una antiguitat immemorial, obra de races desconegudes, sinó que, com ara ho veiem, van ser ocupades i possiblement erigides per les tribus índies que posseïen el territori en l'època de la conquesta espanyola, que són la producció d'una escola d'art indígena, adaptada a les circumstàncies naturals del país i la política civil i religiosa que llavors prevalia, i que representen només analogies lleugeres i accidentals amb les obres de qualsevol poble o qualsevol país del Vell Món". Per descomptat, part de la comunitat científica va rebatre aquesta asseveració, anys després en 1862 amb el descobriment de l'obra de Landa, les primeres conclusions de Stephens i Catherwood es van considerar més serioses.
Cap a 1868 un altre estudiós, aquest yukatek, Juan Pío Pérez, conclouria el seu denominat Còdex Pérez, que hauria de reconfigurar i enriquir el coneixement de la llengua i de la cultura maia a Yucatán d'aquell llavors.
A la fi del segle xx, els glifs maias van acabar per ser desxifrats. En l'actualitat es té un coneixement més profund i complet del significat de l'escriptura en esteles i en els tres còdexs que van sobreviure a l'acte de fe destructiu que va dur a terme Diego de Landa en el segle xvi.

## Maianistes notables
- Juan Pío Pérez (1798 - 1859)
- Alfredo Barrera Vásquez (1900-1980)
- Antonio Mediz Bolio (1884-1957)
- Juan Francisco Molina Solís (1850-1932)
- Diego de Landa (1524-1579)
- Charles Étienne Brasseur de Bourbourg (1814-1874)
- Frederick Catherwood (1799-1854)
- Désiré Charnay (1828-1915)
- Napoleón Cordy (1902-1977)
- Ernst Förstemann (1822-1906)
- William Edmond Gates (1863-1940)
- Alfred V. Kidder (1885-1963)
- Yuri Knorozov (1922-1999)
- Floyd Lounsbury (1914 -1998)
- Teobert Maler (1842 -1917)
- Alfred Maudslay (1850 - 1931)
- Sylvanus Morley (1883-1948)
- Augustus Le Plongeon (1825-1908)
- Tatiana Proskouriakoff (1909-1985)
- Léon de Rosny (1837-1914)
- Ralph L. Roys (1879-1965)
- Linda Schele (1942 - 1998)
- John Lloyd Stephens (1805-1852)
- Eric S. Thompson (1898-1975)
- Alfonso Villa Rojas (1897-1998)
- Jean-Frédéric Waldeck (1766-1875)
- Gordon Willey (1913-2002)
- Paul H. Nesbitt (1904 - 1985)

## Maianistes del segle XXI
- Michael D. Coe (1929 -)
- Nikolai Grube (1962 -)
- Ian Graham (1927 -)
- Stephen D. Houston (1958-)
- Simon Martin
- Mary Miller (1952 -)
- David Stuart (1965-)
- Karl Taube (1957-)